# Emmy Internacional 1988
A 16.ª cerimônia de entrega dos International Emmys (ou Emmy Internacional 1988) aconteceu em 21 de novembro de 1988, no Hotel Sheraton New York Times Square, em Nova York, Estados Unidos, e teve como apresentadores o músico britânico Phil Collins e Florence Joyner. Ao todo, 197 produções de 30 países foram inscritos na competição.

## Cerimônia
A 16º cerimônia de premiação dos Emmys internacionais aconteceu em 21 de novembro de 1988, no Hotel Sheraton New York Times Square, em Nova York e premiou programas da Grã-Bretanha, Austrália, e Holanda.
O prêmio de melhor drama foi para o Reino Unido por A Very British Coup da Skreba Films e Channel 4. O Emmy de melhor performance artística foi para o telefilme Ken Russell's ABC of British Music da London Weekend Television, dirigido e estrelado por Ken Russell. A Grã-Bretanha também ganhou o prêmio de artes populares por The New Statesman da ITV Yorkshire. O prêmio documentário foi para TROS TV em associação com as emissoras belga VRT e AVA, por Os últimos sete meses de Anne Frank. A televisão australiana ganhou o prêmio de programa infanto-juvenil, pelo episódio "Captain Johnno" da série Touch the Sun, produzida pela Australian Children's Television Foundation.
O italiano Vittorio Boni que foi diretor de relações internacionais da RAI, foi homenageado com o Directorate Award por seu trabalho de difusão ao longo da vida, incluindo a responsabilidade pela primeira transmissão dos Jogos Olímpicos de Roma. Ao empresário Goar Mestre foi dado o prêmio dos Fundadores em reconhecimento ao seu trabalho na televisão latino-americana.

## Vencedores
| Categoria                       | Programa                            | Rede       | País          | Ref. |
| ------------------------------- | ----------------------------------- | ---------- | ------------- | ---- |
| Melhor Drama                    | A Very British Coup                 | Channel 4  | Reino Unido   |      |
| Melhor Performance Artística    | The South Bank Show                 | ITV        | Reino Unido   |      |
| Melhor Programa Infanto-juvenil | Touch the Sun                       | ACTF       | Austrália     |      |
| Melhor Documentário             | Os sete últimos meses de Anne Frank | TROS / VRT | Países Baixos |      |
| Melhor Programa de Arte Popular | The New Statesman                   | ITV        | Reino Unido   |      |

## Múltiplas vitórias
Por país
| N.º de vitórias | País        |
| --------------- | ----------- |
| 3               | Reino Unido |